# Пол Уден
Пол Марі Уден (фр. Paul Marie Oudin; 1851, Епіналь — 1923, Епіналь) — французький лікар і експериментатор, один з винахідників котушки Удена.
Народився і помер в містечку Епіналь.
Коли він був призначений на кафедру медицини в Колеж де Франс, був інтерном Арсена д'Арсонваля, з яким вони винайшли резонансний автотрансформатор — котушку Удена.